# Waterblock

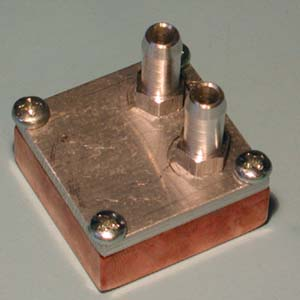

O CPU block ou waterblock é o componente responsável por realizar a transferência de calor do processador para o fluído refrigerante em um sistema de water cooler. 
Ele fica acoplado em cima do processador. Geralmente feitos de cobre ou alumínio, bons CPUs block possui em seu interior várias aletas com o objetivo de maximizar a
transferência de calor e garantir um bom desempenho.

Também existem waterblocks para as placas de vídeo (GPU Block), memórias RAM (RAM Block) e para os chipsets. 